# Solárium (habitación)

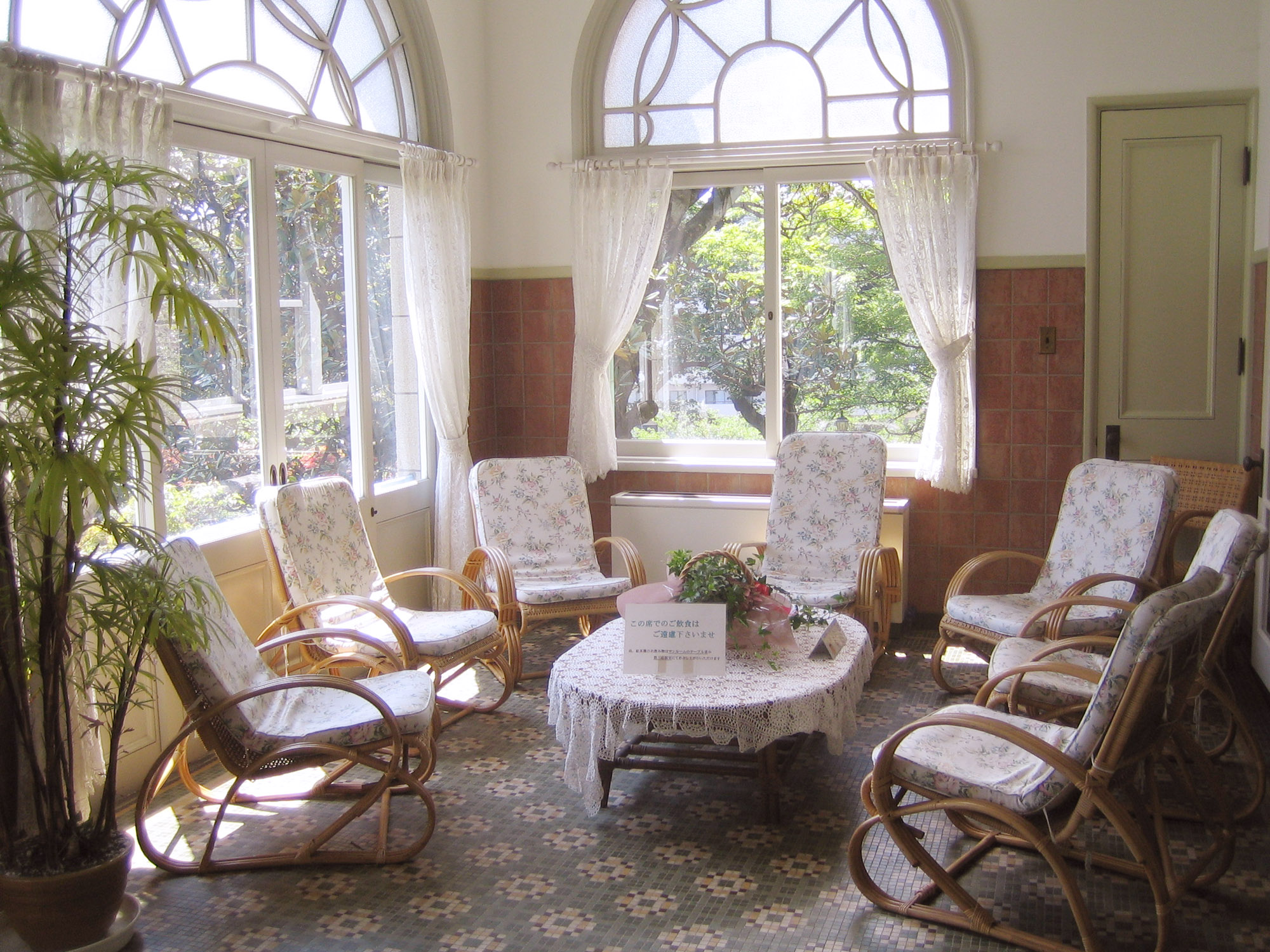
Una terraza acristalada en Tokio, Japón

Un solárium o terraza acristalada, también llamada con frecuencia  (y, a veces, "sala Florida", "invernadero de jardín", "sala de jardín", "sala de patio ", "sala de sol", "porche de sol", "sala de tres estaciones" o "sala de invierno". jardín"  ), es una estancia que permite abundante luz natural y vistas al paisaje al tiempo que se resguarda de las inclemencias del tiempo. Sunroom y solarium tienen la misma denotación: solarium en latín significa "lugar de sol [luz] ". A lo largo de la historia europea se han erigido de diversas formasy actualmente es popular en Europa, Canadá, Estados Unidos, Australia y Nueva Zelanda . Pueden presentar un diseño de construcción solar pasivo para calentarlos e iluminarlos.
En Gran Bretaña, que tiene una larga historia de conservatorios formales, un pequeño conservatorio a veces se denomina "solarium". En jardinería, una sala de jardín es un espacio exterior aislado y parcialmente cerrado dentro de un jardín que crea un efecto de habitación.

## Diseño

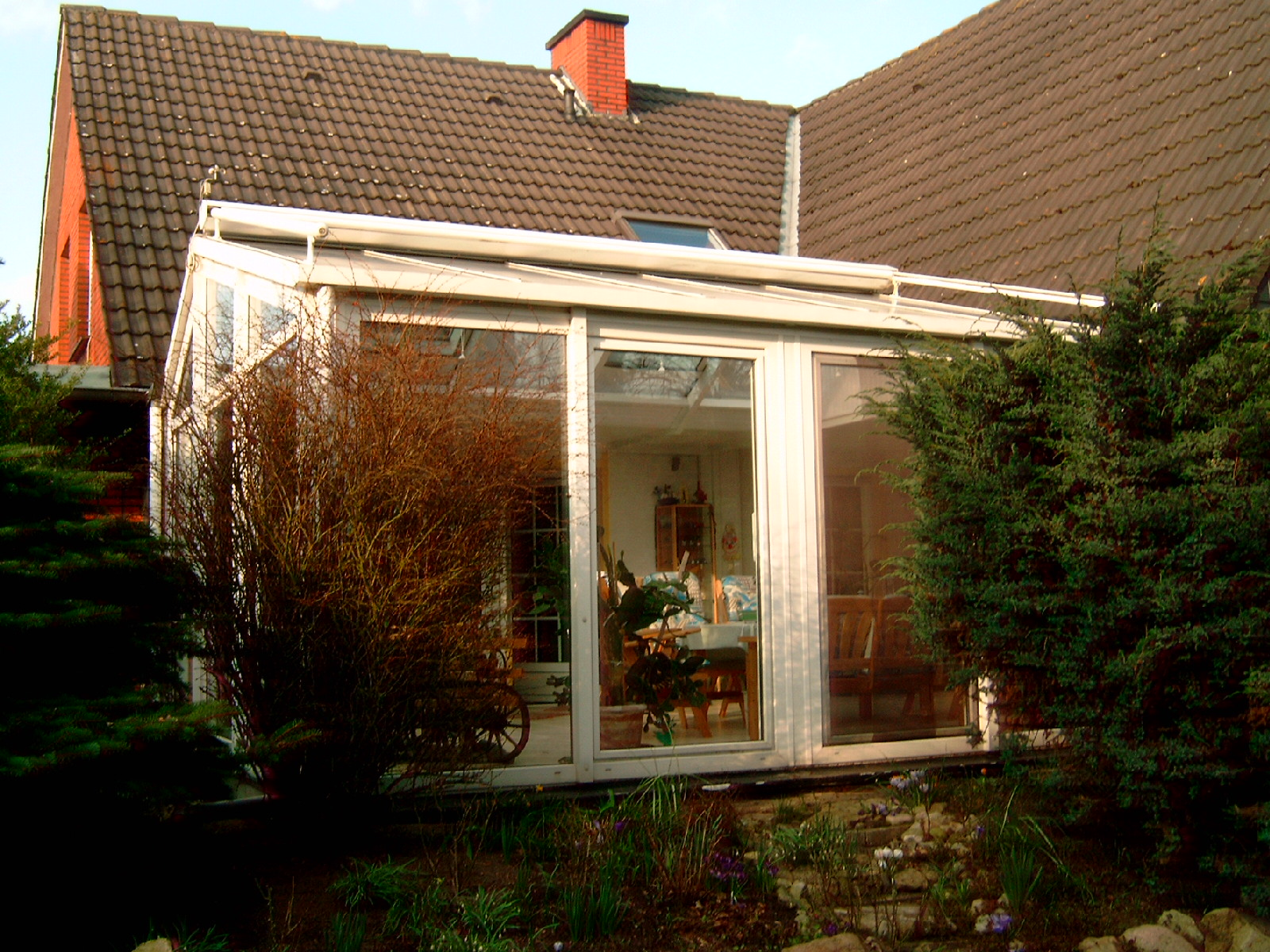
Un "Wintergarten" alemán con persianas abiertas y anemómetro (arriba a la izquierda)

Los soláriums adjuntos generalmente se construyen con vidrio templado transparente sobre una "pared de rodilla" de ladrillo o madera o enmarcados completamente de madera, aluminio o PVC, y vidriados en todos los lados. Se puede usar vidrio esmerilado o bloque de vidrio para agregar privacidad. Las pantallas son un aspecto fundamenta y las ventanas de persianas a menudo se presentan. Está diseñado específicamente con muchas ventanas y controles de temperatura.

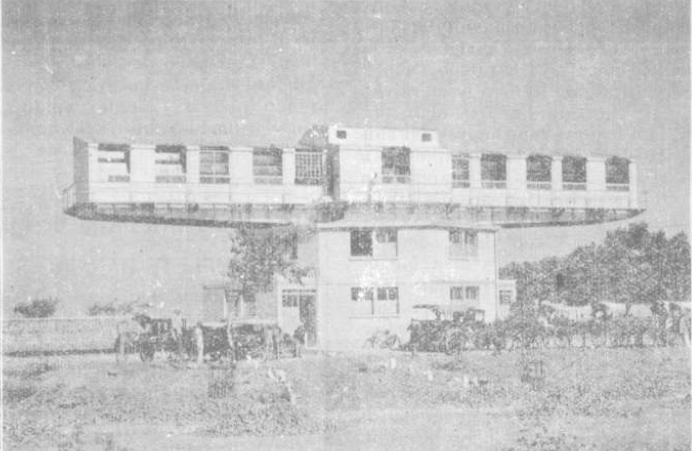
Solárium giratorio en Jamnagar, India, diseñado por Jean Saidman

Un solarium generalmente se distingue de una terraza acristalada porque el primero está diseñado específica y principalmente para recolectar la luz del sol para obtener calor y luz en lugar de estar diseñado principalmente para ofrecer vistas panorámicas, y por estar compuesto de paredes, excepto una, y un techo que son completamente de vidrio enmarcado. Por lo general, se erigen en lugares de mayor latitud (bajo ángulo de luz solar) o fríos (mayor altitud). Por el contrario, una terraza acristalada sensu stricto tiene un techo opaco.

## Tecnologías
Durante la década de 1960, las empresas profesionales de remodelación desarrollaron sistemas asequibles para cerrar un patio o una terraza, ofreciendo garantías de diseño, instalación y servicio completo. Las habitaciones del patio presentaban paneles de techo de ingeniería livianos, vidrio de un solo panel y construcción de aluminio .[cita requerida]
A medida que avanzaba la tecnología, aparecieron las estructuras compuestas de vidrio aislado, vinilo y madera de vinilo. Más recientemente, se han desarrollado persianas y cortinas especializadas, muchas operadas eléctricamente por control remoto . Los pisos especializados, incluido el calor radiante, se pueden adaptar tanto a las terrazas acristaladas adjuntas como integradas.

## notas
1. ↑  «12 Sunrooms That Are Bright and Welcoming». Architectural Digest. Consultado el 3 de abril de 2014.
2. ↑  Graydon, Michael. «Photo Gallery: Beautiful Sunrooms». Canadian House & Home. Consultado el 3 de abril de 2014.
3. ↑  Lea, Keya (3 de mayo de 2010). «Passive Solar Sun Room». Green Passive Solar Magazine. Consultado el 3 de abril de 2014.
4. ↑  MacQueen, John (27 de febrero de 2016). «Sunroom Technologies». Summer House 24 (en inglés británico). Archivado desde el original el 4 de julio de 2018. Consultado el 2 de junio de 2016.